# Windigo Lake
Windigo Lake är en sjö i Kanada.   Den ligger i Kenora District och provinsen Ontario, i den sydöstra delen av landet, 1 400 km nordväst om huvudstaden Ottawa. Windigo Lake ligger 340 meter över havet. Arean är 85 kvadratkilometer. Den sträcker sig 10,7 kilometer i nord-sydlig riktning, och 13,3 kilometer i öst-västlig riktning.
Trakten runt Windigo Lake är nära nog obefolkad, med mindre än två invånare per kvadratkilometer.